# Sorex rohweri
Sorex rohweri is een spitsmuis uit het geslacht Sorex die voorkomt het noordwesten van de Verenigde Staten en het zuidwesten van Canada. De soort is voornamelijk bekend van het schiereiland Olympic in de staat Washington, maar er zijn ook dieren van deze soort gevonden in Skamania County (ook in Washington) en net over de grens in Burns Bog in Brits-Columbia. Deze soort is lange tijd tot de Amerikaanse gemaskerde spitsmuis (Sorex cinereus) gerekend en pas in 2007 als een aparte soort beschreven. S. rohweri heeft geen nauwe genetische verwanten. Deze spitsmuis is genoemd naar professor Sievert Rohwer van de Universiteit van Washington.
De bovenkant van het lichaam is bruin, de onderkant iets lichter. De voeten zijn nauwelijks behaard. De totale lengte bedraagt 93 tot 113 mm, de staartlengte 32,5 tot 50 mm en de achtervoetlengte (c.u.) 9 tot 12,5 mm. Van de Amerikaanse gemaskerde spitsmuis verschilt S. rohweri in allerlei kenmerken van de schedel, de vorm van de penis en andere subtiele kenmerken.